# Destino celular
Destino celular es el fenómeno por el cual una célula está comprometida a realizar un determinado programa de diferenciación celular como parte del plan corporal del organismo. En este proceso, determinados segmentos del genoma son seleccionados diferencialmente para su expresión e implica una pérdida progresiva de potencialidad para formar múltiples tejidos, progresando de totipotencia a pluripotencia y finalmente a células diferenciadas.
La adquisición de un compromiso de destino celular es divisible en dos etapas:
- Especificación, en la cual la célula es capaz de diferenciarse autónomamente incluso si es extraída de su entorno y puesta en un medio “neutro” respecto a la presencia de determinantes, pero pudiendo revertir todavía su destino.
- Determinación, en la que el compromiso es irreversible, diferenciándose incluso aun siendo dispuesta en un lugar diferente del embrión con determinantes morfogenéticos diferentes.

Un mapa de destinos celulares muestra en qué se convierte cada parte y cada célula del embrión, pudiendo trazarse los orígenes de una célula específica: el linaje celular.
En la adquisición de un determinado compromiso de diferenciación intervienen tanto las interacciones con las células colindantes, cuyos compromisos restringen la potencialidad de las restantes, como la localización física de la célula a lo largo de los ejes corporales que es determinada gracias a gradientes de concentración de determinados factores (determinantes morfogenéticos).
Para explicar el mecanismo de acción de estos determinantes existen modelos metabólicos en los que inicialmente todas las células embrionarias se encuentran en la misma situación basal. No obstante, ese estado puede depender de un factor de diferenciación y ante un aumento de la población de células similares y si éste es de producción limitada las células competirán por él, y dado que algunas de ellas no podrán disponer de la cantidad suficiente, optan por dejar de depender de él no limitándolo a las células cercanas (lo que amplifica aún más las diferencias) pasando a un patrón metabólico diferente. La adquisición progresiva de un destino celular puede así entenderse que ocurre cuando la célula alcanza un estado metabólico irreversible que la determina a convertirse a un linaje celular determinado.
Nuevos descubrimientos (Raftopoulou, 2006) parecen indicar que RNAs interferentes también participan en la adquisición de un destino celular al eliminar la expresión de proteínas de bloqueo de programas de diferenciación. La llegada de factores de señalización activarían estos miRNAs.